# Benalúa de las Villas
Benalúa de las Villas település Spanyolországban, Granada tartományban. Benalúa de las Villas Iznalloz, Colomera és Montillana községekkel határos. Lakosainak száma 1021 fő (2024).

## Népesség
A település népessége az elmúlt években az alábbi módon változott:
| Lakosok száma | 1445 | 1377 | 1352 | 1434 | 1381 | 1163 | 1107 | 1066 | 1064 | 1021 |
|               | 2001 | 2004 | 2006 | 2009 | 2011 | 2014 | 2016 | 2019 | 2021 | 2024 |